# Reri
Reri, właśc. Anne Irma Ruahrei Chevalier (ur. 18 grudnia 1912 w Papeete w Polinezji Francuskiej, zm. 13 stycznia 1977 tamże) – francuska aktorka i tancerka tahitańskiego pochodzenia.

## Życiorys
Była córką Francuza, Laurence’a Chevaliera (nauczyciela języka francuskiego i mera Papeete) oraz Tahitanki. Urodziła się, jako ich siódme dziecko. Bardzo religijna, od najmłodszych lat otrzymywała niezwykle surowe wykształcenie w katolickiej szkole dla dziewcząt w Papeete. W wieku 16 lat została odkryta przez niemieckiego reżysera Friedricha Wilhelma Murnaua, a w 1931 r. zadebiutowała przed światową publicznością w jego niemym filmie Tabu. Dzięki tej roli zyskała międzynarodową sławę i w 1931 r. wyjechała do Stanów Zjednoczonych, gdzie występowała m.in. w rewii „Ziegfeld Follies” w przedstawieniu Wielka Rewia 1931. Po rocznym pobycie w USA wyjechała do Berlina (wzięła m.in. udział europejskiej premierze Tabu), a następnie występowała w Paryżu. W 1933 r. przyjechała do Polski – zaangażował ją kinoteatr Alhambra na pokaz tańców i pieśni polinezyjskich. Wystąpiła w Warszawie, Łodzi i Poznaniu, odwiedziła Kraków, Zakopane, Krynicę i Ciechocinek.
Prawdopodobnie w Warszawie poznał ją Eugeniusz Bodo i specjalnie dla niej napisał scenariusz filmu Czarna perła, gdzie jako Moana wykonała piosenkę „Dla ciebie chcę być biała”. Mieszkała w Warszawie z Eugeniuszem Bodo, ale – mimo zapowiedzi – nie doszło do ich małżeństwa. Powodem miało być nadużywanie alkoholu przez Reri (Bodo był abstynentem). Nauczyła się języka polskiego. Jej ostatnim filmem był zrealizowany w USA Huragan w reżyserii Johna Forda i Stuarta Heislera.
W 1939 r. z Reri spotkał się na Tahiti pisarz i podróżnik Arkady Fiedler, który pisał później o tym w książkach, m.in. Wiek męski – zwycięski (wyd. 1976) oraz Kobiety mej młodości (Poznań 1989); „(...) Reri różniła się od innych Tahitanek wyjątkową subtelnością i była w tym jak gdyby dziecięco bezradna (...)”.
W latach 60. XX w. wywiad z nią przeprowadził Lucjan Wolanowski (Księżyc nad Tahiti).

## Filmografia
- 1931: Tabu — dziewczyna
- 1934: Czarna perła — Moana
- 1937: Huragan